# Освітній центр Верховної Ради України
Освітній центр Верховної Ради України (скорочено — Освітній центр ВРУ) — структурний підрозділ інформаційного апарату Верховної ради в Україні, засновано 19 липня 2019 року,

## Історія
19 липня 2019 року Освітній центр Верховної Ради України відкрив Голова Верховної Ради України (ВРУ) Андрій Парубій.
Центр заснувала Верховна Рада за підтримки проєкту ЄС-ПРООН з парламентської реформи та Програми USAID «РАДА: підзвітність, відповідальність, демократичне парламентське представництво».
З лютого 2022 року керівницею Освітнього центру Верховної Ради України є Олена Костинюк.

### Мета Освітнього центру
Мета Освітнього центру ВРУ – підвищувати обізнаність громадян щодо принципів та функцій парламенту та демократії і, таким чином, сприяти відкритості українського парламенту та кращій взаємодії з громадянами. Основною цільовою аудиторією центру є діти віком від 6 до 18 років. Надалі центр розроблятиме освітні програми і для інших вікових аудиторій.
Андрій Парубій під час відкриття поділився, як виникла ідея створення Освітнього центру: «Протягом останніх п'яти років активно діяла українська депутатська дипломатія, зокрема аби вивчати досвід європейського парламентаризму. Ідея створення Освітнього центру саме в приміщені ВРУ виникла під час робочого візиту до Великої Британії у 2018 році. Я бачив, як величезна кількість дітей стояли в черзі для того, щоб потрапити в Освітній центр. Ми вирішили зробити такий центр тут, в приміщенні Парламенту України».
За 2018 рік 35 тисяч громадян відвідали Верховну Раду. Відкриття Освітнього центру дозволить подвоїти цю цифру. Очікується, що завдяки його роботі ще додатково 30 тисяч школярів  зможуть щороку дізнатись про демократію та парламент: як він працює та які є інструменти взаємодії.
«Хочемо подякувати за те, що за останні роки парламент став більш відкритим та підзвітним. Ми сподіваємось, що Верховна Рада України буде ще більш ефективною і ще краще зможе виконувати свої конституційні обов'язки в майбутньому, адже ВРУ — ключова інституція, яка останні п'ять років грає позитивну роль у посиленні демократії. Ми вважаємо, що відкриття Освітнього центру — це величезний крок у вірному напрямку, тому що важливо залучати молодих людей до політичних процесів та прийняття рішення», –  зазначив Хюґ Мінґареллі, голова Представництва Європейського Союзу в Україні.
Дафіна Ґерчева, Постійна представниця ПРООН в Україні, прокоментувала подію: "Відкриття Освітнього Центру в Верховній Раді сприяє забезпеченню всеохоплюючої і якісної освіти в питаннях парламентаризму та демократії, чим пришвидшує досягнення 4-ї цілі Порядку денного для сталого розвитку до 2030. Відкриття Центру також сприяє реалізації глобальної цілі, яка має на меті створення ефективних, підзвітних та прозорих установ на всіх рівнях. Цілі сталого розвитку є загальною основою для роботи ООН в Україні і у світі та базуються на принципі «не залишити нікого осторонь».
Сьюзан Фрітц, директорка місії USAID в Україні, звернулась до школярів, які відвідали захід: «Можливо хтось із вас наступного разу зайде в приміщення Верховної Ради в ролі депутата, спікера або, навіть, президента. І ви зможете сказати, що все почалось саме сьогодні на відкритті цього Освітнього центру». Також вона відзначила, що Освітній центр буде розширювати можливості участі громадян у політичному процесі, використанні електронних послуг та участі в розгляді законодавчих ініціатив. «Якщо поєднати освіту, яка вже існує, з можливостями Освітнього центру, це допоможе створити сильний зв'язок між громадянами та парламентом, що посилить демократію в цій країні»,  – поділилась Сьюзан Фрітц.

## Головні завдання
- Підвищення обізнаності громадян про діяльність Верхової Ради України, її функцій та роль у системі органів державної влади:
- Підвищення довіри до Верховної Ради України серед громадян;
- Впровадження інтерактивної програми візитів до парламенту для українських школярів та студентів.

## Формати роботи Освітнього центру Верховної Ради України
- інтерактивні уроки для відвідувачів щодо діяльності Верховної Ради України та основ парламентаризму[6]
- розробка цікавих інформаційних та просвітницьких матеріалів;
- проведення зустрічей та майстер-класів з народними депутатами України;
- організація дебатів, виступів, обговорень.

Інтерактивні уроки проводяться для груп 15–24 осіб.
Тривалість уроку — 1 година.
З початку запровадження карантинних обмежень для протидії поширенню пандемії коронавірусної інфекції COVID-19 (з 12 березня 2020 року) доступ відвідувачів до Верховної Ради України було призупинено. Освітній центр Верховної Ради України один з перших освітніх центрів парламентів світу, який почав свою роботу в онлайн форматі. Усі заходи Освітнього центру Верховної Ради України були адаптовані до онлайн формату з дотриманням карантинних обмежень. На постійній основі проходять онлайн-уроки, імітаційні ігри з моделювання засідання Комітету Верховної Ради України, онлайн-уроки з народними депутатами України, тематичні заходи та онлайн-конкурси, онлайн-вікторини у соціальних мережах Освітнього центру Верховної Ради України.

### Онлайн-заходи
Для дотримання карантинних обмежень, проведення просвітницьких заходів Освітнього центру Верховної Ради України діє вільна реєстрація на заходи у соціальних мережах за допомогою Google-форми, обов'язково вказуючи свої контактні дані або можливе у форматі live-трансляцій онлайн-уроків у школах.
За допомогою платформи ZOOM співробітники Освітнього центру Верховної Ради України проводять урок з використанням різноманітних інтерактивних засобів.
Онлайн-урок з парламентаризму — це інтерактивні заняття для учнів різної вікової категорії, які мають на меті сприяти становленню громадянської самосвідомості та формуванню правової і політичної культури школярів.
Основні завдання уроку парламентаризму: поглибити знання учнів про український парламент, про роль і місце органу законодавчої влади; привернути увагу до парламентської тематики, місця й функцій парламенту у структурі органів державної влади; сприяти розумінню ролі парламенту як представницького органу, що втілює інтереси виборців; розкрити особливості діяльності народних депутатів України і взаємодії з ними; сприяти усвідомленню учнями себе як майбутніх виборців.

## Аудиторія
Активна молодь, якій не байдуже майбутнє України як успішної правової держави зі свідомим громадянським суспільством. Ми працюємо зі школярами та студентством, іншими верствами населення України, а також з іноземними гостями.

## Досягнення
З моменту відкриття, 19 липня 2019 року, Освітній центр відвідали більш ніж 14 000 школярів та студентів з усіх областей України.
- Понад 70 народних депутатів України були залучені до проведення інтерактивних уроків та тематичних зустрічей.
- Проведено 8 виїзних уроків від Освітнього центру в 7 областях  України (вінницька, луганська, одеська, хмельницька, дніпровська, волинська, львівська) за підтримки програми USAID «РАДА».
- Затверджено Стратегічний план розвитку Освітнього центру Верховної Ради України 2020—2024 роки.

Під час пандемії COVID-19 (з 12 березня 2020 року) Освітній центр Верховної Ради України — один з перших освітніх парламентських центрів в світі — успішно розробив та впровадив проведення просвітницьких заходів онлайн: зустрічі з народними депутатами України, імітаційні ігри з моделювання засідання комітетів Верховної Ради України та ігор у форматі «Що? Де? Коли?».

### В Online-формі[7]
Освітньому центру Верховної Ради України вдалось залучити понад 4400 школярів та студентів зі всієї України до парламентської просвіти за допомогою онлайн-заходів Освітнього центру Верховної Ради України;
- Започаткувати проведення онлайн-уроків та імітаційних ігор за участю народних депутатів України, серед яких: Павло Бакунець, Наталія Піпа, Інна Совсун, Марія Мезенцева, Святослав Юраш, Вадим Галайчук, В'ячеслав Рубльов, Ольга Саладуха, Олександр Юрченко, Ігор Гузь, Ольга Коваль, Сергій Гривко та інші.
- Організувати онлайн-заходи, конкурси, тематичні зустрічі присвячені до свят та інтелектуальні ігри-вікторини на офіційній Facebook-сторінці, у яких взяли участь понад 9000 школярів та студентів зі всієї України.

## Інформаційні та методичні матеріали
- Аналітичний звіт за результатами соціологічного опитування освітян та учнів[8]
- Буклет Освітнього центру Верховної Ради України[9]
- Інформаційні банери про Парламент[10]